# Kotosh (stanowisko archeologiczne)

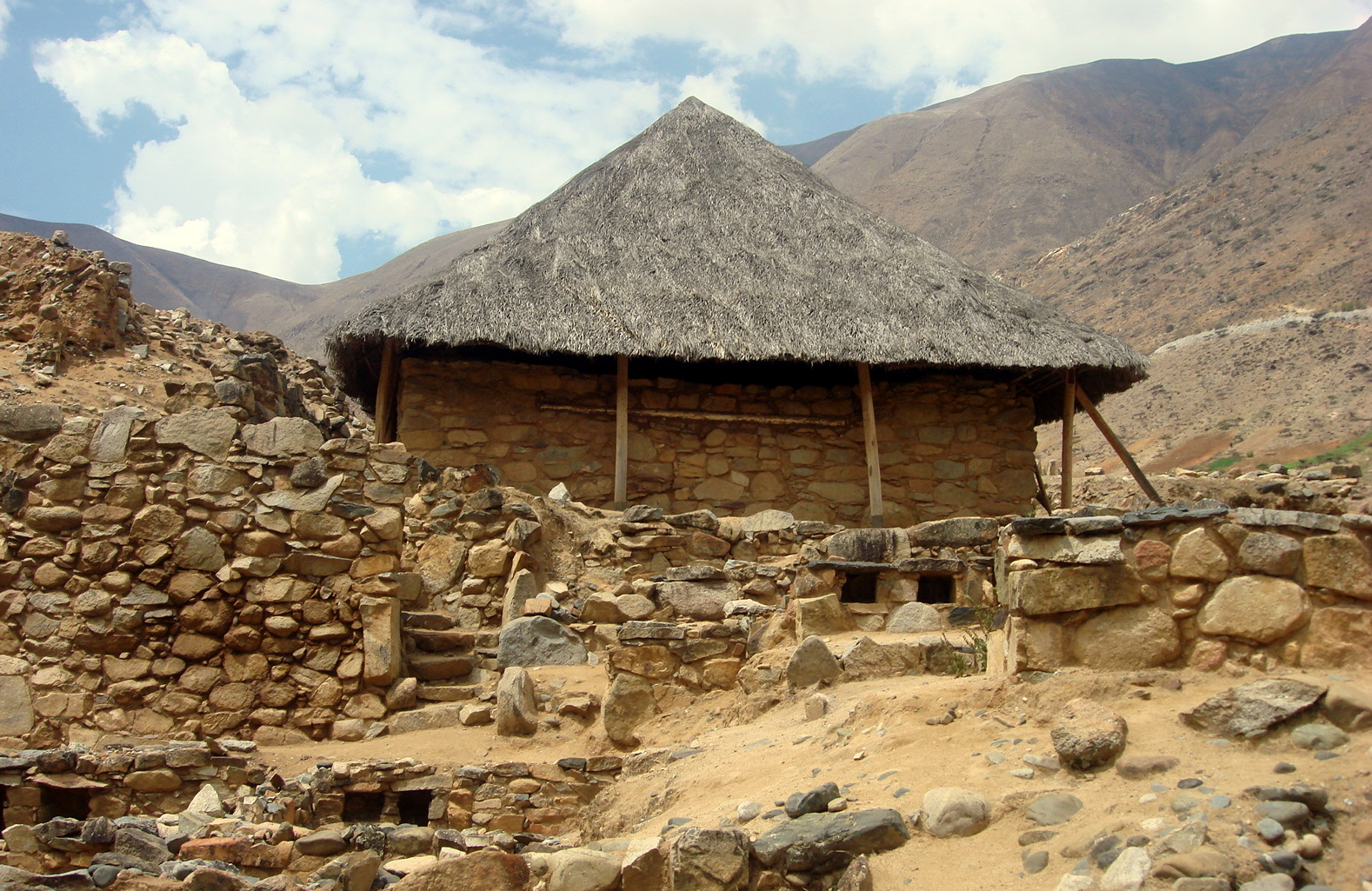
Strefa archeologiczna Kotosh

Kotosh - stanowisko archeologiczne w Peru w regionie Huánaco. W latach 60. XX wieku ekspedycja archeologów japońskich pod kierunkiem profesora Seiichi Izumi odkryła kamienny świątynny kompleks pochodzący z ok. 2000 r. p.n.e. Główna budowla zwana Świątynią skrzyżowanych rąk ze względu na charakterystyczne zdobienia w formie skrzyżowanych rąk. Zbudowana była z kamiennego bruku zmieszanego z gliną. Umieszczona została na ośmiostopniowej kamiennej platformie.